# 四つの願い
『四つの願い』（Darby O'Gill and the Little People）は、1959年のアメリカ合衆国の映画。
VHS発売時のタイトルは『ダービーおじさんと不思議な小人たち』であった。

## キャスト
| 役名                           | 俳優                           | 日本語吹替                 |
| ------------------------------ | ------------------------------ | -------------------------- |
| ダービー                       | アルバート・シャープ           | 熊倉一雄                   |
| ケイティ                       | ジャネット・マンロー           | 井上喜久子                 |
| マイケル                       | ショーン・コネリー             | 大塚明夫                   |
| ブライアン王                   | ジミー・オディア               | 滝口順平                   |
| ポニー                         | キーロン・ムーア               | 金尾哲夫                   |
| シェーラ                       | エステル・ウィンウッド         | 高橋和枝                   |
| パトリック卿                   | ウォルター・フィッツジェラルド | 宮川洋一                   |
| マーフィー神父                 | デニス・オディア               | 塚田正昭                   |
| 酒場の店主 (トム・ケリガン)    | J・G・デヴリン                 | 大木民夫                   |
| 酒場の従業員（モリー・マロイ） | ノラ・オマホニー               | ?                          |
| うわさ話をする女               | モーリーン・ハリガン           | 島美弥子                   |
| 町の男（ショーン）             | ジェームズ・オハラ             | ?                          |
| 妖精                           |                                | 辻村真人                   |
| 妖精                           | ジャック・マクゴーラン         | 村越伊知郎                 |
| 不明 その他                    | -                              | 竹口安芸子 村松康雄 牛山茂 |

- 日本語吹替：1992年2月23日にWOWOWで初放送。dTVやDisney+での配信に使用されている。

## スタッフ
- 監督：ロバート・スティーヴンソン
- 製作：ロバート・スティーヴンソン、ウォルト・ディズニー
- 原作・脚本：ローレンス・E・ワトキン
- 撮影：ウィントン・C・ホック
- 音楽：オリヴァー・ウォーレス

### 日本語版
- 演出：河村常平
- 翻訳：野口尊子
- 録音制作：東北新社
- 制作：DISNEY CHARACTER VOICES INTERNATIONAL, INC.